# Юлиана фон Золмс-Браунфелс
Елизабет Юлиана фон Золмс-Браунфелс (на немски: Elisabeth Juliana von Solms-Braunfels; * 7 май 1578 в Браунфелс; † 16 април 1630) е графиня от Золмс-Браунфелс и чрез женитба графиня на Сайн-Витгенщайн-Витгенщайн.
Тя е дъщеря, дванадесетто дете, дъщеря на граф Конрад фон Золмс-Браунфелс (1540 – 1592) и графиня Елизабет фон Насау-Диленбург (1542 – 1603), дъщеря на граф Вилхелм I „Богатия“ фон Насау-Диленбург.

## Фамилия
Елизабет Юлиана фон Золмс-Браунфелс се омъжва на 7 октомври 1598 г. в Берлебург за граф Лудвиг II фон Сайн-Витгенщайн-Витгенщайн (* 15 март 1571; † 14 септември 1634), син на граф Лудвиг I фон Сайн-Витгенщайн и Елизабет фон Золмс-Лаубах (1549 – 1599), дъщеря на граф Фридрих Магнус I Золмс-Лаубах и Агнес цу Вид. Те имат 14 деца:
- Лудвиг (1599 – 1624 в дуел в Хага)
- Йохан VIII (1601 – 1657), граф на Сайн във Витгенщайн, Хоенщайн и Фалендар, женен на 30 юни 1627 г. за графиня Анна Августа фон Валдек-Вилдунген (1608 – 1658)
- Филип (1609)
- Вилхелм (1610)
- Йохан (1611)
- Ото (+ 1630)
- Фридрих Магнус
- Елизабет (1609 – 1641), омъжена 1635 г. за граф Ернст фон Сайн-Витгенщайн-Хомбург († 1649)
- Анна Катарина (1610 – 1690), омъжена във Франкфурт на Майн на 26 октомври 1634 г. за граф Филип VI фон Валдек-Вилдунген (1613 – 1645)
- Мария Юлиана
- Доротея
- Агнес
- Луиза
- Кристиан